# یوناس اولسون
یوناس اولسون (سوئدی: Jonas Olsson زادهٔ ۲۱ آوریل ۱۹۸۳) بازیکن فوتبال اهل سوئد است.

## تیم ملی
وی برای تیم ملی فوتبال سوئد ۱۶ بازی انجام داده و ۰ گل به ثمر رسانده‌است. پست تخصصی این بازیکن نیز، دفاع است.